# Samar-See
Die Samar-See ist eine Meerenge im Nordosten der Visayas-Inseln im zentralen Teil der Philippinen. Sie nimmt eine Fläche von 3870 km² und ist eine relativ flache Meerenge der Philippinensee. Die durchschnittliche Wassertiefe liegt unter 200 Meter. in den Verwaltungsregionen Bicol und Eastern Visayas ein.
Sie geht im Westen in die Visayas-See über, im Norden über die San-Bernardino-Straße in die Philippinensee und im Südosten über die San-Juanico-Straße in den Golf von Leyte. 
Die Samar-See ist von folgenden Inseln umgeben: Samar im Osten, Leyte im Süden, Masbate im Westen, Ticao im Nordwesten und Luzon im Norden.
Im Süden der Samar-See liegt die Insel Biliran, nördlich davon die kleineren Maripipi-, Almagro-, Camandag-, Capinahan-, Caygan-, Dalutan-, Karikiki-, Libucan Daco-, Santo Niño-, Sambawan- und Tagapul-an Island. Im nördlichen Teil der Samar-See liegen die Naranjo-Inseln und die Inseln Capul und Dalupiri. Am Übergang zur Visayas-See liegt Higatangan Island. 